# Witkeeldiksnavelmees
De witkeeldiksnavelmees (Suthora atrosuperciliaris; synoniem: Chleuasicus atrosuperciliaris, Paradoxornis atrosuperciliaris) is een zangvogel uit de familie Paradoxornithidae (diksnavelmezen).

## Verspreiding en leefgebied
Deze soort komt voor van de Himalaya tot Thailand en telt twee ondersoorten:
- S. a. oatesi: de oostelijke Himalaya.
- S. a. atrosuperciliaris: van noordoostelijk India tot noordelijk en oostelijk Myanmar en zuidwestelijk China; van zuidelijk Myanmar en noordwestelijk Thailand tot noordelijk en centraal Laos en noordelijk Vietnam.

## Status
De grootte van de populatie is niet gekwantificeerd maar de soort wordt omschreven als doorgaans schaars maar soms plaatselijk vrij algemeen. Op de Rode lijst van de IUCN heeft deze soort de status niet bedreigd.